# دهستان آبرومند
آبرومند دهستانی است از توابع بخش مرکزی شهرستان بهار در استان همدان ایران.

این دهستان دارای مدارس دبستان،راهنمایی(دخترانه و پسرانه)،دبیرستان(پسرانه و دخترانه شبانه روزی)می باشد.

دهستان آبرومند امکانات گاز ، آب ، برق ، تلفن را دارا می باشد.

## جمعیت
براساس سرشماری سال ۱۳۸۵ جمعیت آن ۸٬۶۲۴ نفر (۱٬۹۸۵ خانوار) بوده‌است.